# Die Wiedererfindung der Nation
Die Wiedererfindung der Nation. Warum wir sie fürchten und warum wir sie brauchen ist ein 2020 erschienener kulturwissenschaftlicher Diskussionsbeitrag von Aleida Assmann. Sie sieht politische Tendenzen in Europa stärker werden, „die historische Mythen hemmungslos für ihre nationalistischen Zwecke ausschlachten.“ Mit ihrem Buch will sie für nationalistische Narrative sensibilisieren und die Positionen derer stärken, die das Mobilisierungspotenzial nationaler Errungenschaften nicht rechten Kräften überlassen wollen.  Linksgerichtete Kosmopoliten oder Universalisten würden durch ihre Abstinenz beim Thema der Nation das Mobilisierungspotenzial der nationalen Idee einer aktiven politischen Rechten überlassen, die diesen Verzicht auf Einmischung ausnutze und das „geräumte Terrain“ besetze.

## Übersicht
Die Europäische Union sei ein „Schutzschirm des Nationalstaats“, befinde sich aber heute unter dem Druck aggressiver Nationalismen und an einem Wendepunkt. Auch in der Bundesrepublik Deutschland seien die Anstrengungen deutlich, ein antidemokratisches „Gegengedächtnis“ zu entwickeln. Es sei daher notwendig, sich in einer „Inventur des deutschen nationalen Gedächtnisses“ der Elemente zu versichern, an die eine fortschrittliche „zivile Nation“ anknüpfen könnte. „Wer den Liberalismus gegen die autoritäre Welle unserer Zeit verteidigen will, der muss die Nation neu denken. […] Die Wiedererfindung der Nation ist eine wichtige Aufgabe, die gemeinsame Aufmerksamkeit verdient.“ Das Buch sei ein Beitrag zu einer in Deutschland vernachlässigten oder sogar verweigerten Diskussion. Assmann rezipiert und analysiert den vorhandenen Diskurs über Opfergedenken, Identität, neue Nationalismen und die Bedeutung der Europäischen Union mit dem Ziel der Selbstaufklärung und kulturpolitischen Sensibilisierung. Auch wenn die fünf Kapitel als separate Essays gelesen werden könnten, sei der „rote Faden“ „die enge Verbindung […] zwischen Staatsform, Nation und Narrativ.“

## Nationalstaaten und die EU

### Kein Nationalbewusstsein ohne Kulturaneignung
Die mit dem fürstlichen Absolutismus in Europa entstandenen Staaten wurden erst mit der Aufklärung um den bürgerlichen Teil der Bevölkerung als „Subjekt der Geschichte“ ergänzt, das für sich die ganze Macht reklamierte, weil es für sich beanspruchte, die ganze Nation zu repräsentieren. Dieses historische Selbstbewusstsein artikulierte sich in einer Akzentuierung bestimmter gesellschaftlicher Traditionen und Kulturformen, die wie immer selektive Aneignung der eigenen Geschichte stabilisierte den Anspruch auf politische Führung. Die Idee der Nation sei von Beginn an eine ambivalente ideologische Konstruktion, die mit dem Doppelmotiv von Inklusion und Exklusion sowohl Gemeinschaft und Solidarität als auch Ausgrenzung – und Vernichtung – von Minderheiten begründet habe. Indem die Idee der Nation und ihre Propagierung aber eine völlig neue hegemoniale Ressource schuf, erweise sie sich trotz ihres „illusorischen“ oder „fiktiven“ Kerns aus Legenden und Überzeugungen als reale politische Macht, die zu ignorieren politisch naiv sei.

### Triumph aggressiver nationaler Narrative
Die Auflösung der Sowjetunion habe neue Nationalstaaten geschaffen, Russland und China seien zu semi-kapitalistischen Nationalstaaten mutiert, im 21. Jahrhundert sei „der gesamte Erdball aktuell von (modernen) Nationalstaaten bedeckt“, viele von ihnen illiberale und ethnisch diskriminierende Beispiele für „schlechte Nationalstaaten“. Aber der Nationalstaat als dominierende Bewegungsform heutiger Gesellschaften sträube sich nicht gegen seinen oft prognostizierten Untergang, er triumphiere. In der Europäischen Union nehme der spaltende Nationalismus zu und unterhöhle die gemeinsame Basis der in ihr verbundenen und durch sie geschützten Staaten: das Bekenntnis zur friedlichen Konfliktlösung, zur Demokratie, zur selbstkritischen Erinnerungskultur und zur Aktualisierung der Menschenrechte. Proteste gegen die Globalisierung, nationalistischer Gegenwind und aggressiv fremdenfeindliche Töne zersetzen die Liberalität und Offenheit des europäischen Traums einer EU als demokratischer Eidgenossenschaft: „Wir stehen heute am Ende der friedlichen Erfolgsgeschichte der EU.“

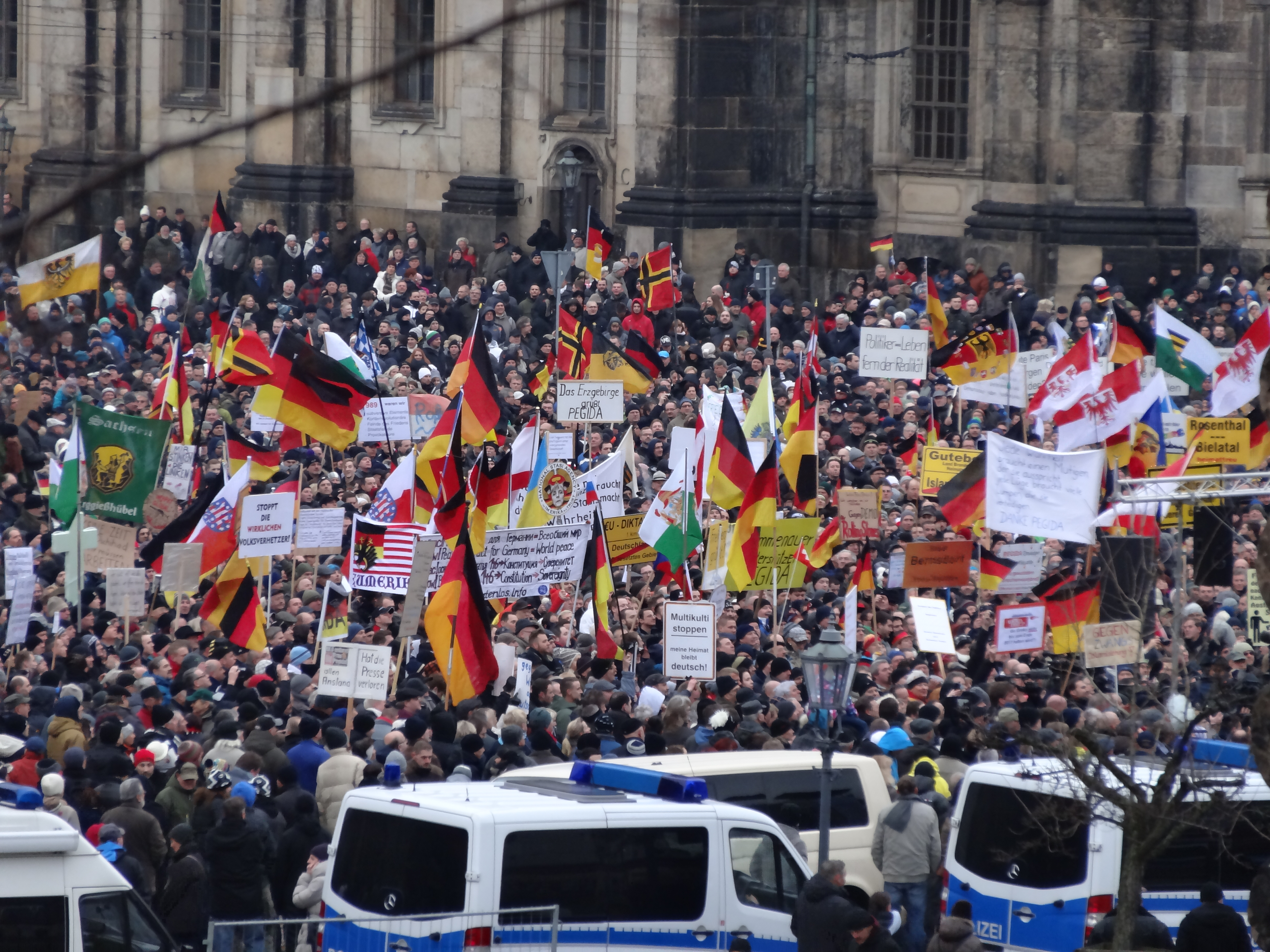
DRESDEN am 25. Januar 2015: PEGIDA Demonstration (Patriotische Europäer gegen die Islamisierung des Abendlandes)

Assmann untersucht auch die drei mit Israel verbundenen gemeinschaftsstiftenden, gleichwohl gewaltfördernden nationalen Narrative, von denen der Holocaust und der Mythos des 1948 angeblich leeren Landes von den Palästinensern nicht anerkannt werde, umgekehrt aber auch die Erinnerung an die Nakba von 1948, die Vertreibung von 700.000 Palästinensern heute in Israel per Gesetz und durch eine entsprechende Landschaftspolitik ausgelöscht werde.

## Kritik der Nation und Identität

### Surreale Modernisierungstheorie
Auf das Signalwort Nation werde heute höchst sensibel reagiert und sofort ein „Abgleiten in Nationalismus und Nationalsozialismus“ befürchtet. Seit den 1980er Jahren sei „das Thema stillgestellt“ und mit der Sprachregelung der „nachnationalen“ Epoche ignoriert worden: Ulrike Guérot plädiere für die Überwindung der Nation durch eine „europäische Republik der Regionen“, was angesichts der aktuellen Renationalisierung nur Utopie sei. Robert Menasse berufe sich beim Absterben der Nationen auf zweifelhafte geschichtsphilosophische Annahmen. Modernisierungstheoretiker übertrügen transnationale Wirtschaftsprozesse in falscher Analogie in eine politische Globalisierung oder in Kosmopolitismus. Alexander Thiele fordere die Denationalisierung der politischen Theorie und gleichzeitig die Konstruktion eines Ersatz-Narrativs, das nicht an „Leitbildern“ der Vergangenheit festhalte, sondern an „Leitmetaphern“ der Veränderung und Erneuerung – „das Mantra der Modernisierungstheorie.“

### Identität als Element nationaler Narrative
Die Konjunktur der Identität seit den 1980er Jahren, dieses mit dem Nationsbegriff verbundenen Begriffs, werde von der allgemeinen politischen und der Modernisierungstheorie ebenso wie die erneuerte Relevanz der Nation ignoriert. Die globale Vermehrung der Nationalstaaten und die Flut identitätspolitischer Veröffentlichungen werde von der Modernisierungstheorie weder zur Kenntnis genommen noch verstanden. Assmann erklärt diese Konjunktur mit einem Verlust der Modernisierungstheorie an Überzeugungskraft und der mit der Auflösung der bipolaren Welt verbundenen „Suche nach neuen Formen der Zugehörigkeit im Zeitalter der Globalisierung.“
Assmann versteht unter kollektiver Identität eine orientierende Identifikation mit Traditionen, Werten und Vorbildern, wodurch Zugehörigkeit entstehe. Dauerhafte Orientierung durch Identität als eine „Konstruktionsleistung“ von Individuen und Gruppen sei zwar nur eine „vorgestellte Gemeinschaft“, aber „die der Identitätspolititk innewohnende Tendenz, wasserdichte Grenzen um sich zu ziehen (…) und ihre Erfahrungen als unantastbar, unverständlich und unübersetzbar zu definieren, ist jedoch problematisch, denn diese Schranke vereitelt Kommunikation, Kunst, Empathie, geteilte Werte und gemeinsame Projekte.“ Mit einem Katalog von Fragen verdeutlicht Assmann, wie nah die Kulturwissenschaft noch dem Anfang der Identitätsforschung steht:
„Unter welchen Voraussetzungen und von wem wird eine Identität überhaupt anerkannt oder aberkannt? Wie wird das, was lediglich eine Form der Zugehörigkeit war, zu einer Waffe im politischen Kampf um Stimmen, Macht und andere Ressourcen? Wann kippt Identität als Mittel der Inklusion um in ein Mittel zur Ausgrenzung, Verfolgung und Vernichtung von Minderheiten? Auf welchen Emotionen und Erfahrungen ist Identität aufgebaut? Welche Bedürfnisse und Aufgaben erfüllt sie? Und vor allem: wer leidet unter ihr?“

## Konstruktion neuer nationaler Narrative

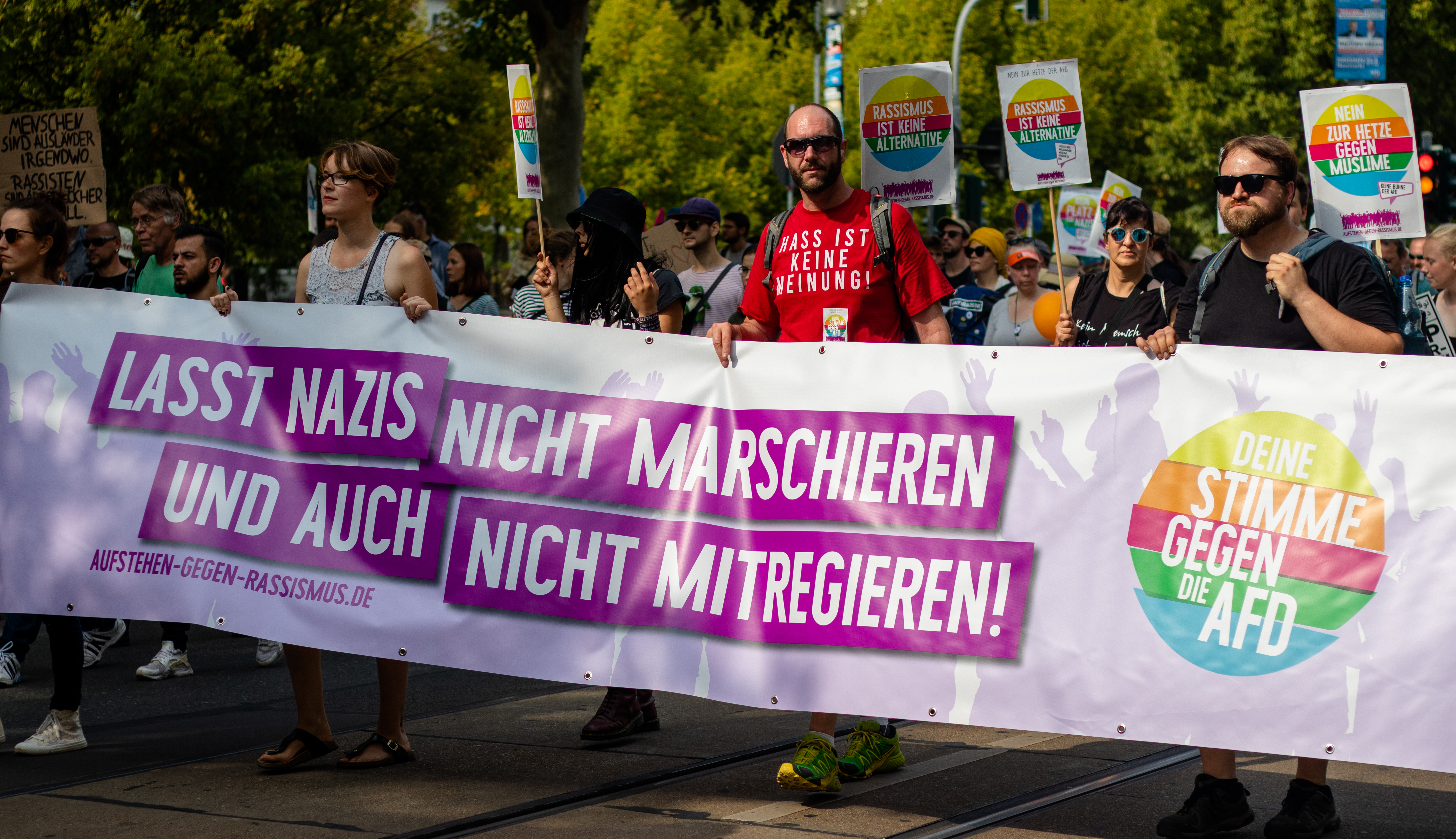
24. August 2019 Großdemo gegen rechts

### Selektive Geschichtsdeutung von rechts
Assmann beobachtet einen aktuellen „Deutungskampf“, der Ereignisse und Jahreszahlen mit einem diffusen Bodensatz von Haltungen, Bildern und Vorstellungen zu nationalen Identitäten verbindet. Symbolische Markierungen von rassistischem Stolz, von Ehre, Stärke und Kriegsverherrlichung würden historischen Ereignissen zugewiesen und in ein heroisches nationales Selbstbild integriert, an dem teilzuhaben „dem Individuum eine säkulare Unsterblichkeit in der Gruppe über den eigenen Tod hinaus“ eröffne. Diese für alle verfügbaren Bestände der Erinnerungskultur werden von rechts wieder zu exklusiven, aggressiven und damit toxischen Narrativen verknüpft, „um die Legitimität der liberalen Demokratie und der Europäischen Union gezielt zu untergraben.“ Daher seien „die Bürger*innen dieses Landes aufgerufen, die demokratischen Institutionen, denen sie angehören, zu verteidigen – in ihrem Staat, ihrer Nation und der EU.“ Die wichtigste hegemoniale Ressource der Mobilisierung für Demokratie und Diversität, für eine Verteidigung der zivilen Kultur sei nun einmal „die Vorstellung von nationaler Zugehörigkeit und Identität.“
„Das Interesse der Erinnerungsforschung gilt also der kritischen Bewertung nationaler Narrative und der Frage, ob und wie sie umgebaut werden können, um ausgrenzende Gewalt zu vermeiden und einen positiven und integrativen Zweck zu erfüllen.“ Warum sollte ein nationales Narrativ „nur auf nationalistische Ziele eingestellt sein und nicht auch Visionen einer pluralen Zivilgesellschaft ermöglichen? Welche Möglichkeiten für die Nation als Solidaritätsgenerator könnte es hier geben, die bislang noch kaum genutzt werden?“ Damit stellt sich letztlich „die Frage nach der Auswahl und Deutung identitätsbildender historischer Ereignisse.“

### Betonung ziviler Errungenschaften von links

Stolz auf die soziale Demokratie half beim größten Wahlsieg der SPD zu 46 %. Willy Brandt Wahlplakat 1972 HdG Bonn

Assmann sucht nach einer „Grammatik nationaler Narrative“, nach den Thematisierungs- und Erinnerungsregeln einer Gesellschaft, mit denen vorhandene Narrative analysiert und gegebenenfalls neue demokratische Narrative konstruiert werden könnten. Wir müssten lernen, „mit der Nation auch positive Werte und Ideen zu verknüpfen. (…) In einer Welt, die nach wie vor aus Nationalstaaten besteht, bleibt die Nation der verlässliche Garant für Recht und Gesetz und das wirkungsvollste Instrument, um die Macht der Vorurteile, Intoleranz und Ungerechtigkeit zu bekämpfen.“ Denn der demokratische Prozess als solcher sei kein Bollwerk gegen autoritäre Bewegungen, die die Demokratie für ihre Ziele kapern könnten. Assmann schlägt daher als Gegenkonzept zur autoritären Nation das Konzept einer „zivilen Nation“ vor, die einen demokratischen Verfassungsstaat, ethnische Vielfalt und kulturelle Eigenarten verbindet und damit auch Zugewanderten eine neue Identifikation erleichtere. Durch die Einbettung in die EU sei diese zivile und diverse Nation per se transnational und habe eine historisch einzigartige Möglichkeit, sowohl national als auch friedensfördernd zu sein; umgekehrt sei die EU wegen ihres Einflusses auch eine Rückversicherung, ein „Schutzschild“ demokratischer Errungenschaften. „Warum sollte man auf diese Entwicklung der Geschichte nicht stolz sein? Es ist ein Stolz, der sich auf Werte wie Freiheit, Diversität, Frieden und gleiche Rechte stützt, die man mit anderen Nationen teilt.“

### Dialogische Erinnerungskultur als inklusives Modell
Akzeptierte nationale Narrative verdrängen in der Regel eigene Schuld und Scham, Fehler und Verbrechen in monologischer Vereinfachung; aber seit den 1980er Jahren sei mit der Erforschung des Holocaust und des Kolonialismus „eine dialogische Form der Erinnerung entstanden“, die sich von der traditionellen Logik nationaler Narrative entfernt habe – die neue, in der Zivilgesellschaft entstandene Erinnerungskultur sei somit ein Modell für den Ausstieg aus der nationalistisch geförderten Gewaltspirale. In Deutschland sei der Holocaust, zum „zentralen Teil eines identitätsstiftenden nationalen Narrativs“ geworden, das der Errungenschaft des Grundgesetzes seine historische Rechtfertigung und damit seinen emotionalen Hintergrund gebe. Der Holocaust, der einen gleichsam sakralen Status gewonnen habe, sei damit eine eigene Ressource, ein „symbolisches Handbuch“ geworden, „das die Werte eicht und die Terminologie vorgibt.“ Über die für eine demokratische Gesellschaft notwendigen Normen und Institutionen hinausgehend müsse die „zivile Nation“ die mit der nationalen Geschichte verbundenen Opfererfahrungen und Traumata integrieren, auch über die Shoah hinaus.

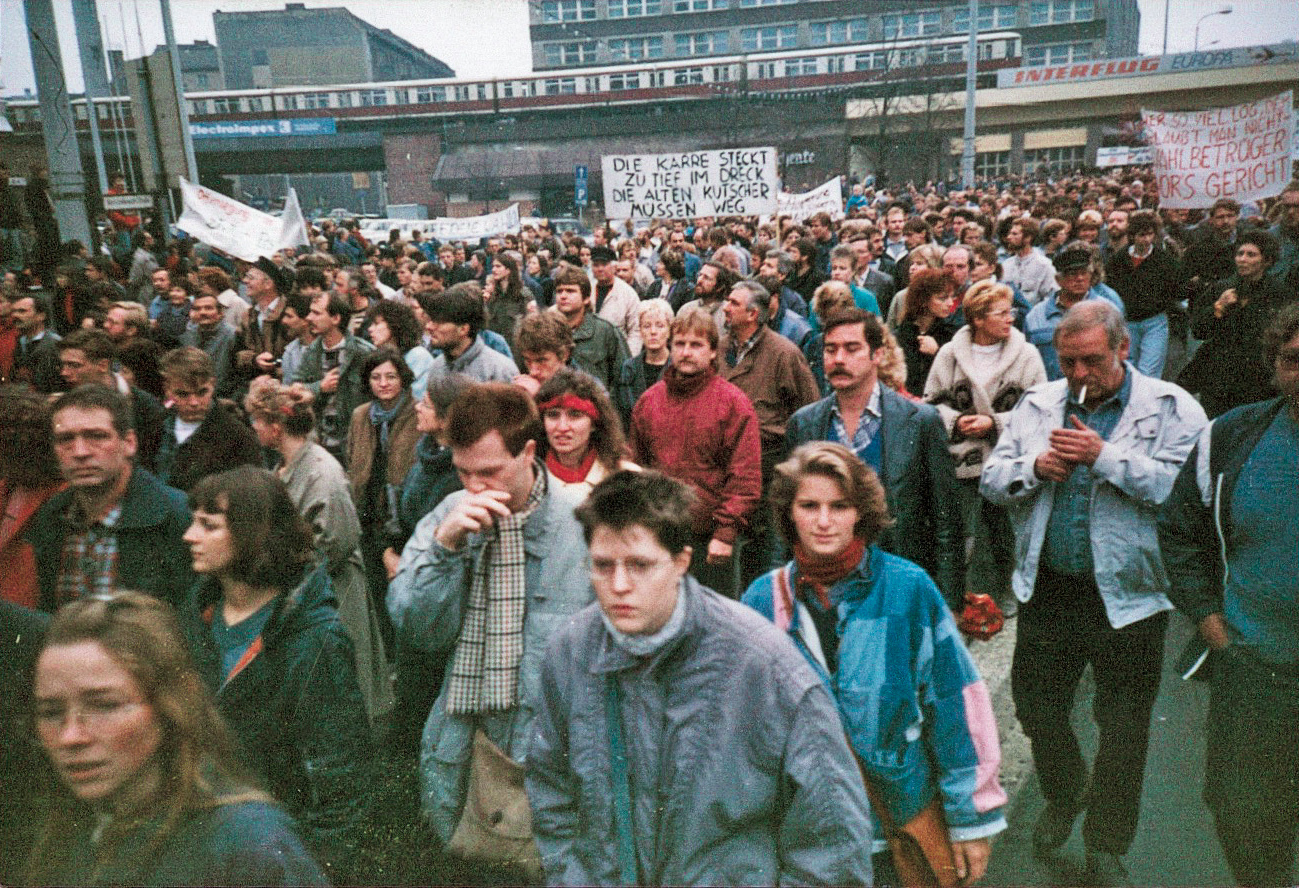
Demonstration am 4. November 1989 auf dem Alexanderplatz in Ostberlin gegen die SED

### Konsequenzen west-deutscher Dominanz
Für Deutschland speziell erinnert Assmann aber auch daran, dass der Versuch der Konstruktion eines demokratischen Narrativs heute vor einer doppelten Schwierigkeit stehe: erstens betonen die heute verbreiteten Narrative der Wiedervereinigung wie auch des 3. Oktobers als offiziellem, aber künstlichem Nationalfeiertag allein die Perspektive der westdeutschen Sieger, während die Anstrengungen und der Mut der ostdeutschen Bürgerrechtsbewegung weitgehend ausradiert würden. Zweitens können die Bewohner der DDR mit einer auf einen Nationalstolz der Sieger des Zweiten Weltkriegs zulaufenden Erziehung nun mit dem Holocaust als Kern des neuen deutschen Geschichtsbildes und mit der Erinnerung an die NS-Verbrechen wenig anfangen. Die Dominanz westdeutscher Erzählungen produziere damit freie Valenzen, die leicht von der AfD und anderen Rechten zu besetzen sind.

### Nationale Narrative im Alltag
Ein alltagspraktisches Konzept der Förderung einer nationalen Identität habe mit großem Erfolg seit den 1980er Jahren Pierre Nora in Frankreich umgesetzt, der in sieben Bänden „lieux de mémoire“ (Erinnerungsorte) vorstellte, einen „reichhaltigen Katalog nationaler Besonderheiten zur Identifikation“ aus geografischen Orten, Ereignissen, Personen, Riten, Bauten, künstlerischen Werken und kulinarischen Spezialitäten. Anschauliche Erinnerung vor Ort stärkt durch Anerkennung der migrantischen Erfahrungen auch deren erweiterte Identität: Wenn Geflüchtete und Migranten den Raum des Zusammenlebens in der Aufnahmegesellschaft mit ihren materialen und kulturellen Symbolen mitgestalten könnten, stellen sie „neue Heimat“ in der Diaspora und neue Identität performativ her. So werden sie Teil eines nationalen Narrativs, das mehr enthält als einen abstrakten Staat und seinen nicht weniger abstrakten Verfassungspatriotismus. Dazu gehöre auch, dass Gemeinsinn, dass die zivile politische Kultur, dass die „verbindlichen Regeln eines friedlichen Zusammenlebens und der Respekt gegenüber dem Anderen“, von Einheimischen und Zugewanderten gelernt und gelebt werden.

## Rezeption
Sina Arnold und Sebastian Bischoff (siehe Weblinks) sind überrascht, dass neben mehreren linksliberalen und linken Autoren auch Assmann sich für eine Neudefinition der Nation engagiere. Ihren Ansatz finden sie wenig überzeugend, da Assmann wichtige Theoretiker und auch die „rechte Gewaltgeschichte seit 1945“ sowie den aktuellen Rechtsruck ignoriere. Dem Rechtsruck wolle sie durch den Negativmythos Auschwitz als europäischem Erinnerungsort und das Konzept einer „zivilen Nation“ entgegentreten, aber diese sei von ihr nur als „bloße Hülle“ konzipiert, „doch der Inhalt wird stark von der ökonomischen Form, in der Nationalstaaten als Standorte konkurrieren, bestimmt. Auf dieser Grundlage entwickeln sich Feindschaften gegen andere Staaten.“ Ein Bedürfnis nach Zugehörigkeit, das für Assmann die Bedingung der Möglichkeit nationaler Narrative ist, lassen beide Autoren nur als Freiheit der individuellen Standortwahl gelten.
Jens Balzer (siehe Weblinks) kritisiert, dass Assmann linken Intellektuellen eine Mitschuld an der Verwendung der Nation durch rechte Organisationen gibt. Auch sei ihre Kritik am Habermas’schen „Verfassungspatriotismus“ als eine emotional verarmte Dimension auch nichts anderes als die von ihr betonte Diversität. Auch eine sich als divers verstehende Nation könne nicht anders, als die Feinde der Diversität auszuschließen – und damit die Schwäche aller nationalen Narrative zu wiederholen. Das Buch sei „unbedingt mit Gewinn“ zu lesen, aber bleibe „zuletzt auch dem Genre der Sonntagsrede verhaftet.“
Nach Herfried Münkler (siehe Weblinks) hat „die Vorstellung von nationaler Zugehörigkeit“ unter dem Druck wachsender Migration und in Zeiten von Corona „dramatisch an Bedeutung gewonnen.“ Assmann nähere sich dem Thema des Gebrauchs nationaler Narrative sowohl theoretisch-diskursiv als auch empirisch-historisch durch Beachtung vieler Quellen, „bevor sie zu der normativ zugespitzten Unterscheidung zwischen zivilen und militanten Nationen kommt, wo sie dann Partei ergreift.“ „Sie optiert für eine Nation, die sich auch durch Zuwanderung reproduziert, also nicht auf ethnische Homogenität begründet ist, die sich aber nicht in eine Addition nebeneinanderstehender und in sich geschlossener Minderheiten auflösen lässt.“ Dieser gesellschaftliche Zusammenhalt sei eben nur durch die in einem nationalen Narrativ aufgehobene zivile politische Kultur zu fördern.
Thomas Steinfeld (siehe Weblinks) urteilt, dass das Buch neben dem Mangel an Einsicht in die politischen Realitäten bestimmt sei durch „Vorträge und Diskussionsbeiträge mit eher disparatem Charakter“, was „sich im Auseinander der Bestimmungen“ spiegele, mit denen Assmann argumentiere. Diese logischen Brüche seien eine Bedingung des Erfolgs dieser „Sonntagsreden“. Der Rückzug der europäischen Nationen aus der gemeinsamen Migrationspolitik und der gemeinsamen Bekämpfung der Pandemie zeige die Unmöglichkeit nicht-nationalistischer nationaler Narrative und verweise auf die von Assmann nicht beantworteten Fragen: Wer wäre das in ihrem Sinne die Nation entgiftende Subjekt? Wer solle das gemeinsame Ost-West-Narrativ erschaffen?